# Battlestar Galactica: The Resistance
Battlestar Galactica: The Resistance este titlul comun al 10 web-episoade de 2 - 5 minute lansate exclusiv pe internet prin intermediul site-ului oficial al Sci Fi Channel. Povestea urmărește evenimentele care apar între finalul sezonului 2 și începutul sezonului 3 al serialului TV reimaginat  Battlestar Galactica.
Primul webisod a fost lansat la 5 septembrie 2006.
Seria a fost produsă ca un eveniment promoțional al Battlestar Galactica. Titlul original al seriei a fost  Battlestar Galactica: Crossroads  dar "Crossroads" a fost folosit ulterior ca titlul finalului sezonului 3.
Web-episoadele au fost lansate doar în Statele Unite, ceea ce a dus la nemulțumiri în rândul fanilor din lumea întreagă care au folosit rețele peer-to-peer pentru a descărca fișiere piratate cu aceste episoade presupuse cu licență liberă. The webisodes were later reposted on various free video hosting sites, such as YouTube but have since been removed at "the request of copyright owner NBC Universal because its content was used without permission".
Web-episoadele au fost incluse pe discul 2 în Regiunea 1 al pachetului de DVD-uri  cu sezonul 3.

## Prezentare
Seria prezintă evenimentele de pe Noua Caprica după invazia Cylonilor de la sfârșitul sezonului al doilea. Prezintă activitățile rezistenței împotriva ocupației Cylonilor și ale colaboratorilor cu Cylonilor.
Rezistența este condusă de Colonelul Saul Tigh, fost ofițer executiv pe nava Galactica, fiind cel mai mare ofițer ca grad militar de pe Noua Caprica. Este însoțit de proaspăt părinții  Șeful Tyrol și  Cally, fostul membru al echipajului de pe Galactica Jammer și de Jean Barolay, un membru rezistenței de pe Caprica.
Seria începe în a 97-a zi după ocpația Cylonilor.

## Actori
- Michael Hogan este Col. Saul Tigh
- Aaron Douglas este Galen Tyrol
- Nicki Clyne este Cally Tyrol
- Dominic Zamprogna este James "Jammer" Lyman
- Christian Tessier este Tucker "Duck" Clellan
- Matthew Bennett este Numărul Cinci
- Alisen Down este Jean Barolay
- Emily Holmes este Nora Clellan

## Legături externe
- Battlestar Galactica: The Resistance at the Battlestar Wiki
- Battlestar Galactica: The Resistance webisodes Arhivat în 16 ianuarie 2012, la Wayback Machine. at Hulu